# Idiosystatus acutiusculus
Idiosystatus acutiusculus är en insektsart som först beskrevs av Maximilian Spinola 1852.  Idiosystatus acutiusculus ingår i släktet Idiosystatus och familjen sporrstritar. Inga underarter finns listade i Catalogue of Life.